# 柴田郡
柴田郡（日语：／ Shibata gun */?）是宮城縣的一郡。人口86,467人、面積428.20km²（2005年）。
現轄有以下4町。
- 大河原町
- 村田町
- 柴田町
- 川崎町